# Lindbergia
Lindbergia là một chi rêu trong họ Leskeaceae.